# Omar Delgado
Omar Delgado (Medellín, 1941. január 21. – 1991) kolumbiai nemzetközi labdarúgó-játékvezető.

## Pályafutása

### Nemzeti játékvezetés
A küldési gyakorlat szerint rendszeres partbírói tevékenységet is végzett. Az I. Liga játékvezetőjeként vonult vissza.

### Nemzetközi játékvezetés
A Kolumbiai labdarúgó-szövetség Játékvezető Bizottsága (JB) terjesztette fel nemzetközi játékvezetőnek, a Nemzetközi Labdarúgó-szövetség (FIFA) 1966-tól tartotta nyilván bírói keretében. A FIFA JB központi nyelvei közül a spanyolt beszélte. 
Több nemzetek közötti válogatott és klubmérkőzést vezetett, vagy működő társának partbíróként segített. A kolumbiai nemzetközi játékvezetők rangsorában, a világbajnokság sorrendjében többedmagával az 5. helyet foglalja el 1 találkozó szolgálatával. Az aktív nemzetközi játékvezetéstől 1976-ban búcsúzott.

#### Labdarúgó-világbajnokság
A világbajnoki döntőhöz vezető úton Nyugat-Németországba a X., az 1974-es labdarúgó-világbajnokságra a FIFA JB bíróként alkalmazta. A FIFA JB elvárása szerint, ha nem vezetett, akkor partbíróként tevékenykedett. Két csoportmérkőzésen 2. számú besorolást kapott. Világbajnokságon vezetett mérkőzéseinek száma: 1 + 2 (partbíró).

##### 1974-es labdarúgó-világbajnokság

###### Selejtező mérkőzés
| Időpont              | Helyszín                  | Mérkőzés típusa           | Mérkőzés           | Eredmény | Nézők száma |
| -------------------- | ------------------------- | ------------------------- | ------------------ | -------- | ----------- |
| 1973. szeptember 16. | Nemzeti Stadion, Asuncion | előselejtező (2. csoport) | Paraguay–Argentína | 1 : 1    |             |

###### Világbajnoki mérkőzés
| Időpont          | Helyszín                    | Mérkőzés típusa              | Mérkőzés          | Eredmény | Nézők száma |
| ---------------- | --------------------------- | ---------------------------- | ----------------- | -------- | ----------- |
| 1974. június 18. | Park Stadion, Gelsenkirchen | csoportmérkőzés (2. csoport) | Jugoszlávia–Zaire | 9 : 0    | 20 000      |

#### Copa América
Nem volt házigazdája a 30., az 1975-ös Copa América labdarúgó tornának, ahol a CONMEBOL JB játékvezetőként foglalkoztatta.

##### 1975-ös Copa América

###### Copa América mérkőzés
| Időpont          | Helyszín                           | Mérkőzés típusa | Mérkőzés   | Eredmény | Nézők száma |
| ---------------- | ---------------------------------- | --------------- | ---------- | -------- | ----------- |
| 1975. július 17. | Nemzeti Stadion, Santiago de Chile | csoportmérkőzés | Chile–Peru | 1 : 1    | 50 000      |

#### Nemzetközi kupamérkőzések
Vezetett kupadöntők száma: 1.

##### Copa Libertadores
| Időpont         | Helyszín                             | Mérkőzés típusa   | Mérkőzés                                    | Eredmény | Nézők száma |
| --------------- | ------------------------------------ | ----------------- | ------------------------------------------- | -------- | ----------- |
| 1969. május 22. | Jorge Luis Hirschi Stadion, La Plata | döntő 2. mérkőzés | Estudiantes de La Plata–Nacional Montevideo | 2 : 0    | 55 000      |

## Negatív sztori
A Jugoszlávia – Zaire (9-0) találkozón történt az első eset, hogy a mérkőzést vezető játékvezetőt megrúgták. Az általa lesnek látott negyedik gólnál (a TV felvétele és a sajtóban helyet foglaló  sporttudósítók szerint is leshelyzet történt) felháborodásában szokatlan módon fejezte ki véleményét, egyszerűen megrúgta a gólt megítélő játékvezetőt. A játékvezető azonnal elővette a piros lapot - és valószínű, hogy erőteljesen feldúlt állapotban -, amit azonnal odatartott egy fekete játékos arca elé, az szó nélkül engedelmeskedett és lement a játéktérről. Csak a mérkőzés után derült ki - a partbírók még nem adhattak segítséget az ilyen tévedések elkerüléséhez -, hogy nem ő követte el a súlyos sportszerűtlenséget.

## Külső hivatkozások
- Omar Delgado. World Referee. [2016. március 4-i dátummal az eredetiből archiválva]. (Hozzáférés: 2012. március 18.)
- Omar Delgado. footballzz.com. (Hozzáférés: 2012. március 18.)
- Omar Delgado. footballdatabase.eu. (Hozzáférés: 2012. március 18.)
- Omar Delgado. weltfussball.de. (Hozzáférés: 2012. március 18.)
- Omar Delgado. scoreshelf.com. [2015. április 2-i dátummal az eredetiből archiválva]. (Hozzáférés: 2015. március 14.)